# 征辟
徵辟制，西漢漢武帝時期推行的一種自上而下選拔官吏制度。就是徵召名望顯赫的人士出來做官，主要有皇帝徵聘和府、州郡辟除兩方面，而所謂徵，即皇帝徵召；辟，即各地官府的官員招聘。但这種自上而下選拔方式，豪門子弟被選中的幾率極高，造成選官不公平。